# Comitè Noruec del Nobel
El Comitè Noruec del Nobel (noruec: Den norske Nobelkomité) és l'encarregat de repartir els Premis Nobels de la Pau cada any.
Els seus cinc membres són nomenats pel parlament noruec, i avui més o menys representen la composició política d'aquest cos. En el seu testament, Alfred Nobel va encarregar al Parlament de Noruega amb la selecció dels guanyadors del Premi Nobel de la Pau.